# Кроза, Антуан
Антуан Кроза́, маркиз дю Шатель (фр. Antoine Crozat, marquis du Chatel; крешён 24 апреля 1655, Тулуза, Королевство Франция — 7 июня 1738, Париж, Королевство Франция) — французский банкир, составивший огромное состояние, представитель знаменитой семьи банкиров, меценатов и коллекционеров произведений искусства Кроза. С 1712 по 1717 год был первым владельцем французской Луизианы в Северной Америке.
Антуан Кроза — самый крупный французский работорговец своего времени, первый владелец Луизианы и обладатель самого крупного состояния во Франции в конце правления Людовика XIV. Он накопил состояние, оцениваемое в 20 миллионов фунтов стерлингов, значительную сумму для того времени, за что герцог Сен-Симон называл его «самым богатым человеком в Париже», а мемуаристы — «самым богатым человеком Франции».

## Биография
Антуан Кроза и его брат Пьер Кроза родились в Тулузе в семье богатого банкира Антуана Кроза. Братья переехали в Париж около 1700 года и поднялись из безвестности, чтобы стать двумя из самых богатых финансистов Франции. Ссудив деньги правительству, Антуан был удостоен звания маркиза дю Шатель, титул, который он передал своему старшему сыну Луи-Франсуа. Кроза стал финансовым советником короля Людовика XIV. Он инвестировал в Гвинейскую компанию и компанию Asiento de Negros, две прибыльные зарубежные компании, занимавшиеся работорговлей. В конце концов король предложил ему 15-летнюю торговую монополию в Луизиане, но Кроза был весьма непопулярным среди поселенцев и уступил монополию уже через 5 лет из 15-летнего срока. Уходя, Кроза утверждал, что в Луизиане можно выращивать табак. Монополия была передана шотландскому экономисту и коммерсанту Джону Ло в 1717 году и его «Западной компании» (Compagnie d'Occident).
В 1708 году Антуан Кроза заказал архитектору Пьеру Булле особняк на Вандомской площади в Париже. В 1910 году он стал частью отеля Ritz Paris.
Имена братьев Кроза вошли в историю главным образом благодаря тому, что они создали выдающуюся коллекцию произведений искусства